# AG Kurzfilm
Die AG Kurzfilm e. V. – Bundesverband Deutscher Kurzfilm ist eine Interessenvertretung für den deutschen Kurzfilm. Der Verein mit Sitz in Dresden wurde im Jahr 2002 gegründet. Die Initiative ging auf Lars Henrik Gass und Astrid Kühl zurück. Zu den institutionellen Förderern zählen das Sächsische Staatsministerium für Wissenschaft, Kultur und Tourismus und das Kulturamt der Stadt Dresden, Hauptförderer ist Die Beauftragte der Bundesregierung für Kultur und Medien. Die Mitglieder des Vereins setzen sich aus Film- und Kunsthochschulen, Filmfestivals, Kurzfilmverleihunternehmen sowie sonstigen öffentlich geförderten Institutionen der Film- und Kinobranche zusammen.
Der Bundesverband hat einen Sitz im Verwaltungsrat der Filmförderungsanstalt und ist Gesellschafter sowie Mitglied des Aufsichtsrats von german films. Zudem betreibt er das Kurzfilm-Webportal shortfilm.de.

## Zweck
Die AG Kurzfilm ist Ansprechpartner für Politik und Filmwirtschaft. Sie versteht sich als Servicestelle für alle Kurzfilmschaffenden, Filmfestivals und Filmtheater. Sie arbeitet an einer besseren Wahrnehmung des Kurzfilms in der Öffentlichkeit und kümmert sich um die Koordination und die Präsentation deutscher Kurzfilme im Ausland.

## Mitglieder
Zu den Mitgliedern gehören die Filmhochschulen Deutsche Film- und Fernsehakademie Berlin, Filmakademie Baden-Württemberg, Hamburg Media School, Hochschule für bildende Künste Hamburg, Filmuniversität Babelsberg KONRAD WOLF, Internationale Filmschule Köln, die Hochschule für Fernsehen und Film München und die Kunsthochschule für Medien Köln. Weiter sind Kurzfilmvertriebe und -produzenten Mitglied des Vereins, aber auch Organisationen, die mehrere Bereiche abdecken wie z. B. die Chemnitzer Filmwerkstatt. Zudem sind unter anderen die Filmfestivals Bamberger Kurzfilmtage, Internationales Leipziger Festival für Dokumentar- und Animationsfilm, Filmfest Dresden, Kurzfilm Festival Hamburg, Filmfestival Münster, Internationale Kurzfilmtage Oberhausen, Kasseler Dokumentarfilm- und Videofest, Landshuter Kurzfilmfestival, Open Air Filmfest Weiterstadt und die Regensburger Kurzfilmwoche als Mitglieder gelistet.

## Katalog
Von 2004 bis 2021 veröffentlichte der Verein jedes Jahr den Kurzfilmkatalog German Short Films, der eine Auswahl von 100 „hervorragenden“ deutschen Kurzfilmen auswies. Seit 2022 ist der Kurzfilmkatalog ausschließlich online zugänglich und wird dreimal pro Jahr aktualisiert. Die Zusammenstellung umfasst von einer Jury zusammengestellte Kurzfilme aus den Bereichen Spiel-, Animations-, Experimental- und Dokumentarfilm.